# The Legend of Zelda: Tears of the Kingdom
The Legend of Zelda: Tears of the Kingdom (ou simplement Tears of the Kingdom, parfois abrégé TotK) est un jeu d'action-aventure développé par Nintendo EPD, assisté par Monolith Soft et édité par Nintendo. Il s'agit du vingtième jeu de la franchise The Legend of Zelda et de la suite de Breath of the Wild. Annoncé le 11 juin 2019 en clôture de l'émission Nintendo Direct diffusée lors du salon l'E3 2019, il est sorti le 12 mai 2023 sur la console de jeu Nintendo Switch.
Une mise à niveau pour la Nintendo Switch 2 avec des améliorations visuelles, des temps de chargement accélérés, une application dans nintendo app ( zelda notes ) et un support du HDR est sortie en même temps que la console le 5 juin 2025.

## Trame
- Elle ne cite pas suffisamment ses sources. Vous pouvez indiquer les passages à sourcer avec {{référence nécessaire}} ou {{Référence souhaitée}}, et inclure les références utiles en les liant aux notes de bas de page. (Marqué depuis février 2025)
- Elle contient une ou plusieurs listes. Le texte gagnerait à être rédigé sous la forme d’un ou plusieurs paragraphes synthétiques, afin d’être plus agréable à lire. (Marqué depuis février 2025)
- Son texte doit être wikifié : il ne correspond pas à la mise en forme Wikipédia (style, typographie, liens internes, liens entre les wikis, etc.). (Marqué depuis février 2025)

### Univers
L'intrigue se déroule dans le Royaume d'Hyrule, dévasté par le Cataclysme, phénomène déclenché par le réveil du roi démon, Ganondorf. Le monde est séparé en trois parties : la Surface (ou la Terre), où se déroule la majeure partie de l'aventure ; le Ciel, parsemé de nombreuses îles célestes, que l'on peut atteindre en se projetant dans les airs depuis les tours de reconnaissance (lesquelles donnent accès à la carte de la région) ; et enfin les Profondeurs, que l'on peut atteindre en sautant dans des Abîmes, apparus après le Cataclysme.

#### Surface
La Surface est sans doute l'endroit où le joueur passe le plus de temps. Elle est composée de nombreux paysages très variés (désert, forêt, lac, volcan, etc.), et habitée par des populations très différentes (Hyliens, Zoras, Gorons, Korogus etc.) habitants dans des villages. On peut aussi trouver des relais, auberges où l'on peut se reposer et enregistrer des chevaux. On rencontre très souvent des gens dans ces relais, ce qui donne lieu à de nombreuses quêtes secondaires. La Surface est le point d'accès aux deux autres parties. En activant les tours de reconnaissance, nous sommes projetés en l'air, nous permettant ainsi d'explorer le ciel en paravoile et de carthographier la carte. En sautant dans des Abîmes, nous pouvons atteindre les Profondeurs. À noter que les Profondeurs partagent de nombreuses caractéristiques avec la Surface comme le fait que chaque racine (équivalent des tours de reconnaissance) est à l'emplacement exacte de chaque sanctuaire terrestre. 

#### Villages et peuples
On compte 10 villages dans Hyrule :
- Le Fort de Guet, un village central, créé pour résister aux attaques de monstres, dirigé par Pru'ha.
- Le Village Piaf, construit autour d'un piton rocheux, habité par les Piafs et dirigé par Teba.
- Le Village Goron, construit au pied de la montagne de la Mort, habité par les Gorons.
- Le Domaine Zora, construit au centre d'un lac, habité par les Zoras, dirigés par le roi Sidon.
- La Cité Gerudo, érigée au milieu d'un désert, habitée par les Gerudos, d'où les hommes sont bannis (sauf Link, disposant d'une autorisation spéciale), dirigé par Riju.
- La Forêt Korogu, située au centre des Bois Perdus, habitée par les Korogus.
- Le Village de Cocorico, situé en dessous des Marécages de Lanelle, habité par les Sheikas, des Hyliens ayant prêté serment d’allégeance à la famille royale d'Hyrule (cheffe: Pahya).
- Le Village d'Elimith, au sud-ouest de Cocorico, habité par des Hyliens, devenu un haut lieu de la mode grâce à Goutiée, une couturière.
- Le Village d'Écaraille, village balnéaire dans Firone, malheureusement attaqué par des pirates.
- Le Village d'Euzero, construit sur une île surélevée au cœur d'un lac. Il est habité par des Hyliens et il est possible d'y acheter une maison. Ce village est connu pour la quantité phénoménale d'artéfacts soneaus y tombant. Juste à coté il y a le chantier Grosaillieh & associés où on peut récupérer des artéfacts soneaux.

On trouve aussi le repaire Yiga, (dans les contrées Gerudos) mais il n'est pas vraiment un village. Il est habité par les Yigas, un groupe d'anciens Sheikas ayant juré allégeance à Ganon.

#### Relais
Les relais sont des auberges disséminées un peu partout dans Hyrule. Elles ont deux fonctionnalités principales :
1. Se reposer (à noter qu'en cumulant des points relais, le coût des services peut être divisé par deux). Il existe deux types de lits: un lit normal pour lequel il faut payer 20 rubis qui permet de faire le plein de cœurs et un lit special ("lit de Marlon") qui permet de faire le plein de vitalité et de coeurs et qui donne une prediction pendant la nuit. Le lit special coûte 50 rubis et cette option se debloque avec un certain point de fidelité des relais (voir paragraphe ci dessous).
2. Enregistrer des chevaux qu'il sera ensuite possible de retirer dans n'importe quel relais d'Hyrule (le nombre de chevaux est limité).

Les relais ont un programme de fidélité qui permet d'obtenir des points et de débloquer des récompenses. Ces points sont appelés des « points relais ». Il y a quatre manières d'obtenir des points : découvrir un nouveau relais, passer une nuit dans un relais, enregistrer un nouveau cheval et terminer certaines quêtes avec des points en récompenses.

### Histoire
Tears of the Kingdom est la suite directe de Breath of the Wild, à la toute fin de la chronologie officielle, mais indépendamment des trois lignes de temps alternatives.
L'intrigue du jeu s'articulant autour du voyage dans le temps de Zelda, les événements sont ici présentés suivant la ligne du temps (ce qui diffère du point de vue de Link et donc du joueur), Zelda ayant voyagé avant les évènements se déroulant à la fondation d'Hyrule.[réf. nécessaire]

#### Dans le passé
Plusieurs millénaires avant les événements du Cataclysme, lors de l'Âge des Dieux, Zelda, secourue par la pierre occulte, rencontre ses ancêtres la reine Sonia, la Sage du Temps, et le Roi Rauru, le Sage Soneau de la Lumière, souverains des contrées et premier roi d'Hyrule.
Après avoir rencontré Mineru, la Sage Soneau de l'Esprit, Zelda se confie à Sonia : elle veut rentrer à son époque. Plusieurs jours plus tard, Ganondorf, chef des Gerudos, lance une attaque de Moldarquors, que Rauru, Sonia et Zelda parviennent à déjouer à l'aide de leur force.
Ayant découvert l'existence des pierres occultes, des artefacts magiques créés par les Déesses d'Or puis confiés à la déesse Hylia, Ganondorf décide de se ranger du côté de Rauru. Zelda, de son côté, apprend à manier le Temps.
Cependant, un soir, Sonia se fait tuer par Ganondorf sous les yeux de Zelda. Ganondorf, la pierre occulte à la main, déclenche la première Lune de Sang et se transforme en Roi Démon. La grande guerre, nommée la Guerre du Sceau, vient de commencer.
Rauru, voyant les forces du Mal s'étendre en Hyrule, décide de former une petite armée de six personnes (Zelda, Mineru, ainsi que les Sages du Vent, de l'Eau, de la Foudre et du Feu). Dans les Profondeurs de la Terre, ils combattent Ganondorf et à l'issue d'une lutte acharnée, Rauru scelle le Roi Démon, se sacrifiant par la même occasion.
Après la bataille, Zelda demande à Mineru s'il est possible de revenir à son époque par le biais du rituel draconique en avalant sa pierre occulte. Mineru lui dit que c'est envisageable mais lui déconseille de le faire, la manipulation étant trop dangereuse et irréversible.
Zelda n'écoute pas les conseils de Mineru, avale la pierre occulte, et avec l'Épée de Légende corrodée, envoyée par Link depuis le présent, elle se transforme et devient le Dragon Blanc de la Lumière.
Et on le sait, quelques milliers d'années plus tard, alors qu'Hyrule est en pleine reconstruction, l'affaiblissement du premier sceau lancé par le roi Rauru eut pour conséquence le départ dans le passé de la princesse Zelda, qui devint à cette occasion le Sage du Temps.

#### Dans le présent
Après la défaite de Ganon, le Fléau, la princesse Zelda et Link explorent les souterrains du château d'Hyrule afin de découvrir les mystères entourant les Soneaus, un peuple aujourd'hui disparu, mêlé à la magie, et, selon certaines légendes, lié aux Déesses.
Cependant, lors de leurs recherches, ils tombent sur une momie, retenue prisonnière par un bras, qui se réveille brusquement et les attaque. Pendant cette attaque, Link perd son bras droit et l'Épée de légende se brise. Le château d'Hyrule s'élève dans le ciel, tandis que Zelda, tombant dans un gouffre, disparaît, tenant la pierre se trouvant sur le bras qui scellait le cadavre réveillé. Le Cataclysme a commencé.
Link, alors affaibli par l'attaque de miasmes provoquée par le cadavre, se réveille sur une île céleste avec le bras qui scellait la momie. Il se rend alors au Temple du Temps de la Grande île du Prélude et rencontre Rauru, le détenteur du bras.
Après avoir fait les quatre sanctuaires afin d'obtenir les pouvoirs de Rétrospective, d'Emprise, d'Infiltration et d'Amalgame, Link se dirige au fort de guet, situé dans la plaine d'Hyrule près du château envolé.
Link rencontre Pru'ha et Faras avant d'aller vers le château. Après avoir vu Zelda disparaître sous ses yeux, Link se dirige vers le Village Piaf et ses alentours, soumis à une violente tempête de neige provoquée inexplicablement. Il rencontrera également Impa, à la recherche d'une explication sur les géoglyphes apparus en Hyrule. Babil, le fils de Teba, l'accompagne au Temple du Vent. Ensemble, ils vainquent Glagayla et libèrent le Temple, arrêtant le blizzard. Babil devient ensuite le Sage du Vent et il prête serment à Link.
Link se rend ensuite chez les Gorons, qui ont développé une dépendance à la savouroche fournie par Yun & Cie, une entreprise de construction fondée par Yunobo. Ce dernier porte un masque que Zelda lui aurait donné tout en lui donnant une mauvaise personnalité. Après avoir sauvé Yunobo de l’emprise du masque et dans l'espoir d'y retrouver Zelda, Link se rend dans les Profondeurs depuis la Montagne de la Mort, qui est en éruption, provoquée par les miasmes. Accompagné de Yunobo, il défait Lithogohma, qui est responsable de l’apparition de savouroche, et libère le Temple du Feu, ce qui met fin à l'éruption de miasme et à la présence de la savouroche. Yunobo devient le Sage du Feu et prête serment à Link.
Par la suite, l’Hylien se rend au Domaine des Zoras qui souffre d’une pluie de vase, empoisonnant ses habitants. Après avoir vaincu la source de la vase, Octopoulpos, sauvé le Domaine Zora et libéré le Temple de l'Eau, Sidon, roi de son peuple, devient le Sage de l'Eau, avec l'aide du Héros.
Quant à Link, il se dirige vers le Désert Gerudo, pris dans une tempête de sable, faisant apparaitre des Gibdos, des monstres immunisés à tous sauf aux attaques élémentaires. Après avoir rencontré Riju, cheffe du peuple Gerudo, le bazar Assek et la Cité Gerudo sont attaqués par des Gibdos. Link et les Gerudos les repoussent. Après cela, ils élucident l'énigme menant au Temple de la Foudre. La Reine Gibdo, source de la tempête, étant vaincue, Riju devient le Sage de la Foudre.
Au fort de guet, après une Lune de Sang, Pru'ha demande à Link de retourner au château d'Hyrule. Une fois arrivé là-bas, il tombe dans un piège de Ganondorf : la Zelda que nos héros voyaient à Hébra, Ordinn, Lanelle et au Désert Gerudo n'était qu'une création du Roi Démon. Après la défaite du Fantôme de Ganon, Ganondorf révèle à Link et aux nouveaux Sages, venus à la rescousse, son plan (au cours d'une cinématique) : « Montrez-vous, mes fidèles serviteurs. Déchaînez le pouvoir qui vous a été octroyé, mettez le royaume à feu et à sang. Détruisez Hyrule et quiconque se rallierait à sa cause. Ne laissez aucun survivant ! »
À la suite de cela, Link part au Village Cocorico afin d'élucider le mystère autour du cinquième sage, celui de l'Esprit. Après avoir rencontré Pahya, la cheffe du village, l'archéologue Tauro, et exploré les îles célestes de Firone prises dans un orage, il se rend dans les Profondeurs et aide Mineru, la Sage de l'Esprit, à construire un Golem dans l'Usine désaffectée.
Ultérieurement, ils battent le Golem Corrompu, création de Mineru. Cette dernière explique à Link les véritables évènements de la Guerre du Sceau. Par la suite, Link se dirige vers la Forêt Korogu, libère l'Arbre Mojo, tandis que ce dernier lui révèle la position de l'Épée de Légende. On y apprend par ailleurs que l'épée peut se réparer toute seule, dans une durée qui peut varier en fonction de l'ampleur des dégâts.
Link la récupère, devient le Véritable Héros, et part dans le gouffre du château d'Hyrule. Plus tard, en repassant aux endroits du début du jeu, Link, accompagné de Sidon, Riju, Babil, Yunobo et Mineru, affronte l'Armée de Ganondorf. Malheureusement, à la suite de la bataille, les déclencheurs des problèmes dans chaque région (Glagayla, Octopoulpos, la Reine Gibdo, Lithogohma et le Golem Corrompu) reviennent à la vie, séparant Link et les autres.
Link, désormais seul, part affronter Ganondorf. Ce dernier retrouve son apparence d'origine, prêt à tuer le Héros et à détruire Hyrule. Commence alors la bataille finale qui scellera l'avenir d'Hyrule une bonne fois pour toutes. Après une longue lutte acharnée, Ganondorf avale la pierre occulte, qui était accrochée à son front, et évolue en Dragon Noir. Heureusement, Link, avec l'aide de Zelda toujours sous la forme d'un dragon, parvient à détruire le Roi Démon.
Grâce à Sonia et Rauru, Zelda redevient humaine. C'est alors que Link doit relever un ultime défi : attraper la princesse et la sauver d'une chute fatale. Une fois sains et saufs, Link et Zelda contemplent le Château d'Hyrule, tandis que Zelda est heureuse de pouvoir raconter tout ce qu'elle a vécu, des milliers d'années avant le Cataclysme, à Link, son preux chevalier.
Peu après, Link, accompagné des Sages et de Pru'ha, contemple la vue d'Hyrule au Temple du Temps Céleste. Avant de disparaître, Mineru explique sa théorie sur les pouvoirs de Sonia et Rauru qui ont agi sur Link. Une fois Mineru disparue, les quatre sages prêtent serment à la princesse Zelda, concluant ainsi l'histoire de Breath of the Wild et de Tears of the Kingdom, entamée lors de l'Âge des Dieux, une bonne fois pour toutes.

## Système de jeu
Le système de jeu de Tears of the Kingdom reprend les bases de celui de son prédécesseur Breath of the Wild. Le joueur contrôle toujours Link dans le royaume d'Hyrule qu'il peut parcourir librement, à l'aide d'actions semblables à Breath of the Wild : sauter, courir, sprinter, escalader des parois, nager ou encore planer. Les souterrains et les îles célestes ont été rajoutés dans ce nouvel opus.
Le jeu introduit plusieurs nouvelles mécaniques de jeu. En effet, Link ne possède plus la tablette Sheikah, qui est remplacée par la nouvelle tablette Pru'ha. Si cette dernière possède toujours un module d'appareil photo, de détecteur de sanctuaires et d'animaux (ces derniers sont  obtenus plus tard dans l'aventure), de carte et d'amiibo, elle ne possède plus les modules Cryonis, Polaris, Cinetis, ou encore les bombes à distance. Cinq nouveaux modules du jeu sont alors proposés : 
- Amalgame, permettant au joueur de fusionner des armes avec d'autres objets pour créer des nouveaux effets. Ce pouvoir fonctionne aussi sur les boucliers et les flèches. La puissance et les capacités de l'arme varient selon l'objet fusionné ;
- Infiltration, permettant au joueur de passer à travers les plafonds en nageant (non disponible à une certaine hauteur), ce qui fait gagner au joueur un temps précieux ;
- Rétrospective, permettant au joueur d'inverser le cours du temps d'un objet ;
- Emprise, permettant au joueur de déplacer des objets et d'en coller ensemble pour notamment créer toute sorte de choses comme des véhicules ;
- Duplicata, qui permet d'enrеgіѕtrеr lеѕ соnѕtruсtіоnѕ réаlіѕéеѕ аu mоyеn d'Еmрrіѕе pour rерrоduіrе іnѕtаntаnémеnt cеѕ аѕѕеmblаgеѕ еnrеgіѕtréѕ еn utіlіѕаnt dеѕ mаtérіаuх. Toutefois, si le joueur n'a pas les matériaux nécessaires, du sonium sera utilisé. Ce pouvoir est obtenu plus tard dans l'aventure.

Une fois les principaux temples terminés, Link reçoit ensuite de nouveaux pouvoirs liés à leurs sages respectifs (Vent, Feu; Eau, Foudre et Esprit), à l'instar de Breath of the Wild.
Le jeu introduit également les artéfacts soneaus qui peuvent être trouvés directement dans l'environnement (quand Link trouve des artéfacts soneaux pas en capsule, il ne peut pas les transporter dans sa sacoche) ou confectionnés par le joueur sous forme de capsule à partir de générateurs d'artefacts, à la manière des gashapon, disséminés dans tout le royaume, sauf les profondeurs. Ces artefacts peuvent servir à la création de véhicules et autres moyens de déplacements, ou encore pour les combats. L'activation de ces artefacts consomme de la batterie que le joueur peut améliorer avec des cristaux soneaux.

## Développement
Le jeu est révélé au cours d'un Nintendo Direct diffusé lors de l'E3 2019. Il est annoncé comme une suite directe de Breath of the Wild ; il était initialement conçu comme une extension majeure de l’œuvre originale : 

« Au début, nous pensions ne faire que des DLC. Et puis, nous avons commencé à avoir beaucoup d'idées. Alors, nous nous sommes dit : « Il y en a beaucoup trop, autant développer un nouveau jeu en repartant de zéro. » »

— Eiji Aonuma, producteur du jeu.
En septembre 2020, alors qu'il présente le jeu Hyrule Warriors : L'Ère du Fléau, le producteur du jeu Eiji Aonuma déclare : « Pour ce qui est de la suite [de The Legend of Zelda: Breath of the Wild], afin de rendre le vaste monde que vous avez aimé explorer dans le jeu original encore plus impressionnant, notre équipe travaille d'arrache-pied sur son développement. Il vous faudra donc attendre encore un peu avant que nous puissions vous en dire plus. ».
Le 16 décembre 2020, lors d'une interview avec Polygon, Doug Bowser, président de Nintendo of America, déclare qu'il ne peut pas donner de nouvelles informations sur le jeu, mais que Nintendo en dévoilera lorsqu'elle saura que c'est le bon moment.
Le 17 février 2021, lors d'un nouveau Nintendo Direct, Eiji Aonuma s'excuse de ne rien avoir de nouveau à présenter sur la suite de Breath of the Wild. Il affirme cependant : « le développement continue de suivre son cours et nous devrions pouvoir [...] en dire plus cette année ».
Le 15 juin 2021, lors du Nintendo Direct de l'E3 2021, Eiji Aonuma communique de nouvelles informations sur le jeu et présente une nouvelle bande-annonce dévoilant davantage du gameplay de celui-ci. Le titre du jeu n'y est toujours pas dévoilé car, selon Bill Trinen et Nate Bihldorff qui animent le Nintendo Treehouse suivant l'E3, « ces sous-titres commencent à donner de petits indices sur ce qui va peut-être se passer [dans l'intrigue] ». L'objectif d'une sortie pour 2022 est également annoncé. Toutefois, le 29 mars 2022, Eiji Aonuma annonce par le biais d'une vidéo que la sortie du jeu est reportée au printemps 2023.
Le 13 septembre 2022, lors d'un Nintendo Direct, une nouvelle bande-annonce dévoile le titre officiel, Tears of the Kingdom, et la date de sortie internationale est fixée au 12 mai 2023. Le titre du jeu pouvant être traduit en français par « Les Larmes du Royaume », Nintendo a annulé la diffusion en direct de cette bande-annonce au Royaume-Uni en respect de la période de deuil national faisant suite au décès de la reine Élisabeth II,.
Le 8 février 2023, lors d'un Nintendo Direct, une nouvelle bande-annonce dévoile de nouveaux éléments de gameplay ainsi que de l'histoire.
Le 28 mars, Nintendo diffuse une vidéo promotionnelle dans laquelle Eiji Aonuma annonce que le développement du jeu est officiellement terminé et présente environ dix minutes de gameplay. Dans cette même vidéo est annoncée une édition collector de la Nintendo Switch OLED pour le 28 avril, quelques jours avant la sortie du jeu.
Le 13 avril, Nintendo diffuse une dernière bande-annonce de lancement du jeu dans laquelle l'histoire, de nouveaux personnages et de nouvelles mécaniques sont présentés, confirmant par ailleurs la présence de Ganondorf au sein du jeu, inclus pour la première fois depuis la sortie de Twilight Princess dix-sept ans auparavant.
Le 1er mai, une fuite du jeu complet est rendue disponible sur internet, et plusieurs personnes ont diffusé le jeu sur des serveurs Discord privés ou sur la plateforme Twitch. Cette fuite fait suite à celle de février ayant révélé l'intégralité de l'artbook disponible avec l'édition collector du jeu.

## Accueil

### Critique
Tears of the Kingdom est accueilli très positivement par la critique, avec une note moyenne de 96 % sur Metacritic.

### Ventes
Le jeu s'écoule à 10 millions d'exemplaires en trois jours de commercialisation, ce qui en fait le jeu avec le meilleur démarrage dans l'histoire de la licence. Nintendo annonce le 3 août 2023 avoir vendu 18,5 millions d'unités en moins de deux mois de commercialisation, ce qui en fait le meilleur démarrage pour un jeu de la franchise et le hisse en deuxième position des ventes totales, derrière l'opus Breath of the Wild. La sortie de ce nouvel opus peut également expliquer la relance des ventes de la Nintendo Switch, avec une hausse de 13,9 % des ventes par rapport à la même période en 2022. Au 30 septembre 2024, le jeu s'est écoulé à 21,4 millions d'exemplaires.

### Récompenses
Le 10 décembre 2020, le jeu est nommé aux Game Awards dans la catégorie des jeux les plus attendus. La récompense est cependant remportée par Elden Ring. En décembre 2021, le jeu est à nouveau nommé aux Game Awards dans la catégorie des jeux les plus attendus, mais le prix est encore une fois remporté par Elden Ring. Nommé une fois de plus dans cette même catégorie en 2022, il la remporte finalement. En novembre 2023, le jeu est nommé à cinq reprises lors des Games Awards, dont pour la récompense de « jeu vidéo de l'année ». Toutefois, à l'issue de la cérémonie, le jeu repart uniquement en tant que lauréat du « meilleur jeu d'action/aventure ».
Dans un classement dressé en décembre 2023, la rédaction de Game Informer le place parmi les dix meilleurs jeux sortis jusqu'alors sur Nintendo Switch.
En avril 2024, il est récompensé du lauréat de la « meilleure contribution technique » à la suite des résultats des British Academy Games Awards.
| Année | Cérémonie                        | Catégorie                                                                            | Résultat   | Réf.   |
| ----- | -------------------------------- | ------------------------------------------------------------------------------------ | ---------- | ------ |
| 2020  | The Game Awards                  | Jeu le plus attendu                                                                  | Nomination | [ 38 ] |
| 2021  | Golden Joystick Awards           | Jeu le plus attendu                                                                  | Nomination | [ 46 ] |
| 2021  | The Game Awards                  | Jeu le plus attendu                                                                  | Nomination | [ 39 ] |
| 2022  | Golden Joystick Awards           | Jeu le plus attendu                                                                  | Lauréat    | [ 47 ] |
| 2022  | The Game Awards                  | Jeu le plus attendu                                                                  | Lauréat    | [ 41 ] |
| 2023  | Famitsu Dengeki Game Awards 2022 | Jeu le plus attendu                                                                  | Lauréat    | [ 41 ] |
| 2023  | Gamescom                         | Jeu Nintendo de l'année                                                              | Lauréat    | [ 48 ] |
| 2023  | Gamescom                         | Meilleure bande-son                                                                  | Lauréat    | [ 48 ] |
| 2023  | Gamescom                         | Meilleur gameplay                                                                    | Lauréat    | [ 48 ] |
| 2023  | Gamescom                         | Jeu le plus épique                                                                   | Lauréat    | [ 48 ] |
| 2023  | CEDEC Awards                     | Récompense spéciale                                                                  | Lauréat    | [ 49 ] |
| 2023  | Golden Joystick Awards           | Ultimate Game of the Year                                                            | Nomination | ,      |
| 2023  | Golden Joystick Awards           | Meilleur interprète de second rôle (Patricia Summersett en tant que Princesse Zelda) | Nomination | ,      |
| 2023  | Golden Joystick Awards           | Meilleure bande-son                                                                  | Nomination | ,      |
| 2023  | Golden Joystick Awards           | Meilleure communauté                                                                 | Nomination | ,      |
| 2023  | Golden Joystick Awards           | Jeu Nintendo de l'année                                                              | Lauréat    | ,      |
| 2023  | Golden Joystick Awards           | Meilleure bande-annonce (Bande-annonce officielle #3)                                | Nomination | ,      |
| 2023  | The Game Awards                  | Jeu de l'année                                                                       | Nomination | ,      |
| 2023  | The Game Awards                  | Meilleure réalisation                                                                | Nomination | ,      |
| 2023  | The Game Awards                  | Meilleure direction artistique                                                       | Nomination | ,      |
| 2023  | The Game Awards                  | Meilleure bande sonore                                                               | Nomination | ,      |
| 2023  | The Game Awards                  | Meilleur jeu d'action/aventure                                                       | Lauréat    | ,      |
| 2024  | British Academy Games Awards     | Meilleur jeu                                                                         | Nomination | ,      |
| 2024  | British Academy Games Awards     | Meilleur son                                                                         | Nomination | ,      |
| 2024  | British Academy Games Awards     | Meilleur game design                                                                 | Nomination | ,      |
| 2024  | British Academy Games Awards     | Meilleure musique                                                                    | Nomination | ,      |
| 2024  | British Academy Games Awards     | Meilleure narration                                                                  | Nomination | ,      |
| 2024  | British Academy Games Awards     | Meilleure contribution technique                                                     | Lauréat    | ,      |
| 2024  | British Academy Games Awards     | Jeu de l'année                                                                       | Nomination | ,      |